# L'armata delle tenebre
L'armata delle tenebre (Army of Darkness) è un film del 1992 scritto e diretto da Sam Raimi, con protagonista Bruce Campbell per la terza volta nel ruolo di Ash Williams. Sequel di La casa 2, e terzo capitolo della saga horror creata da Raimi Evil Dead (in Italia La casa), è il primo film del franchise a essere finanziato e distribuito da una major, la Universal Pictures, che insieme al produttore esecutivo Dino De Laurentiis (in quota per il mercato internazionale), mette a disposizione del regista un budget da 13.000.000 di dollari per realizzare un prodotto più adatto a un pubblico mainstream rispetto ai due episodi precedenti.
Sam Raimi, che ha firmato la sceneggiatura insieme al fratello Ivan, inizia L'armata delle tenebre dove aveva finito La casa 2, ma questa volta vira la trama horror in un contesto fantasy-avventuroso e mette tutto il film al servizio del suo protagonista, che interpretando addirittura due ruoli (Ash e la sua controparte malvagia), passa con grande maestria da fare il verso agli eroi del cinema action anni '80 e '90, ad impersonare gag dalla comicità fisica degna di un cartone animato. Dopo una lunga gestazione produttiva causata da problematiche insorte tra lo studio e De Laurentiis, e un cambio di versione per l'uscita nelle sale (quindici minuti tagliati, finale rigirato, e un 'cut' leggermente diverso per i mercati esteri compresa l’Italia), la pellicola, viene distribuita a livello mondiale dal febbraio 1993 riscontrando al box office un successo inferiore alle aspettative nonostante le recensioni favorevoli.
Nel tempo, il film verrà comunque riscoperto dal grande pubblico, diventando un classico del cinema di genere americano grazie allo straordinario successo home video, ai passaggi televisivi e allo sfruttamento delle varie versioni, regalando a Bruce Campbell lo status d'attore di culto in tutto il mondo. Prodotto da Robert Tapert come gli altri titoli del franchise, e co-prodotto dallo stesso Campbell, il film ha il merito di essere al tempo stesso l'opera più divertente e citazionista di Raimi, ma anche la più originale e al di fuori di ogni moda. Il regista, avendo a disposizione un budget molto più cospicuo rispetto ai primi due episodi, e circondato da illustri collaboratori come Bill Pope alla fotografia, Joseph Lo Duca e Danny Elfman per le musiche, e il futuro premio Oscar Bob Murawski al montaggio, firma un film sgangherato e folle in cui Ash, ritrovatosi in pieno Medioevo dopo un viaggio spazio-temporale, dovrà combattere contro un esercito di scheletri capitanato dal suo doppio malvagio per impossessarsi del Necronomicon, il famoso libro dei morti già visto nei capitoli precedenti, che ha il potere di rimandarlo nel presente.
Bruce Campbell, 23 anni dopo tornerà a interpretare Ash Williams per il piccolo schermo, nella serie Ash vs Evil Dead (2015-18).

## Trama
Dopo un breve riassunto del capitolo precedente, Ash Williams, viene risucchiato assieme alla sua automobile in un portale spazio-temporale che lo catapulta nell’Inghilterra del XIV secolo. Appena arrivato nel passato, l’uomo viene catturato dai cavalieri di Lord Arthur, il feudatario del luogo. I soldati lo credono una spia del nemico, Enrico il Rosso, un altro feudatario in guerra con Lord Arthur, che è appena stato imprigionato con i suoi uomini.
Le armi di Ash, fucile e motosega, vengono confiscate, e lui è condotto in catene al castello di Lord Arthur insieme ad Enrico il Rosso e agli altri prigionieri, subendo il disprezzo della popolazione. Viene anche picchiato e preso a sassate dalla gente, e soprattutto Sheila, la sorella di uno dei cavalieri morti in battaglia contro Enrico, è la più accanita nell’offenderlo e malmenarlo. Dopo che Lord Arthur ha giustiziato un prigioniero che tentava la fuga, gli abitanti del castello decidono di gettare Ash in un pozzo infestato da un mostruoso uomo posseduto. Sul fondo del pozzo inizia una lotta furiosa tra l’eroe e il mostro, ma il mago di corte decide di aiutare lo straniero lanciandogli la sua motosega, così Ash riesce a salvarsi afferrando l’arma e facendo a pezzi la creatura. Dopo essere fuoriuscito dal pozzo, il giovane assume il controllo della situazione, colpendo Lord Arthur con un pugno, e spaventando gli abitanti del castello con il suo fucile, nominandolo in modo roboante "bastone di tuono", poi ordina di liberare Enrico il Rosso e i suoi uomini.
Ash è identificato dal mago come l'uomo che, secondo un'antica profezia, avrebbe ritrovato il Necronomicon, ovvero il libro dei morti, e debellato le forze del male; da quel momento, viene ripulito, servito e venerato come un eroe. Secondo il mago, l'unico modo con il quale l’uomo può tornare nel presente è proprio ritrovando il libro. Ash, avendo già avuto a che fare con quel testo maledetto, è riluttante all'idea, ma accetta di partecipare alla ricerca dopo aver salvato Sheila e il fabbro del castello dall'attacco di una strega posseduta. Con l'aiuto di quest'ultimo, utilizzando il guanto di un'armatura, il giovane fabbrica una protesi meccanica completamente funzionante come mano per il braccio destro, e poco prima di partire, inizia una passionale relazione amorosa con la bella Sheila conquistandola con la battuta: «Dammi un po' di zucchero baby!».
Durante la sua ricerca, l’eroe giunge in una foresta, e avvertendo la presenza della stessa entità maligna che in passato lo aveva già assalito nella baita, si dà alla fuga. Il male incorporeo insegue Ash senza riuscire a raggiungerlo, ma nella corsa il giovane viene disarcionato dal cavallo riuscendo a salvarsi all’ultimo rifugiandosi all'interno di un vecchio mulino a vento. Poco dopo, mentre sta riprendendo fiato all’interno del mulino, Ash si accorge che la sua immagine riflessa allo specchio gli rivolge un sorriso inquietante. Spaventato, rompe lo specchio e dai frammenti fuoriescono tanti piccoli Ash demoniaci e dispettosi che lo attaccano; l’uomo non fa in tempo a ucciderne un paio che viene immobilizzato e costretto a ingoiarne uno; e in preda a forti dolori, scappa dal mulino mentre dal suo corpo fuoriesce un altro Ash, folle e selvaggio, che si definisce l'"Ash malvagio". I due Ash si ritrovano uno davanti all’altro e cominciano a picchiarsi selvaggiamente, ma quello vero ha la meglio, sparando in faccia una fucilata al suo doppio malvagio; dopodiché lo incatena a un tavolaccio all’interno del mulino facendolo a pezzi con la motosega e ne seppellisce i resti.
Ash, ritrova il suo cavallo e riprende la ricerca in piena notte raggiungendo un cimitero, qui vede un altare fatto di pietre e lapidi su cui giacciono ben tre Necronomicon, completamente identici. Dopo alcune vicissitudini, l’uomo riesce a mettere le mani sul vero libro; tuttavia, come spiegatogli il giorno prima dal mago, per prendere il Necronomicon senza causare l'ira delle forze del male deve pronunciare la formula magica "Klaatu Verata Nikto"; ma Ash non ricorda l'ultima parola e prova a barare fingendo un colpo di tosse e farfugliando qualcosa di diverso. Così facendo scatena un sortilegio che risveglia completamente le forze del male. Nel cimitero si scoperchiano tombe e sarcofagi da cui fuoriescono degli scheletri posseduti, e dopo essere fuggito, il giovane uomo cavalca fino al castello di Lord Arthur per consegnare il libro al mago, ma questi, intuisce che qualcosa è andato storto: Ash ha risvegliato l'Armata delle Tenebre, costituita da un enorme esercito di scheletri tornati in vita; questi soldati del male vengono radunati e capitanati dall'Ash malvagio, anche lui risorto e ricompostosi sotto forma di ripugnante zombie. Nel frattempo, Ash, del tutto indifferente al destino degli abitanti del castello, litiga con il mago per farsi riportare nel presente, questo gli causa il disprezzo di Lord Arthur, della popolazione, e anche di Sheila, che lo abbandona dandogli del vigliacco. Poco dopo, la fanciulla viene rapita da un demonio alato simile a un'arpia, che la porta al cimitero e due scheletri la conducono da Ash Malvagio, lo zombie ripugnante la afferra e tenta di sedurla ma Sheila disgustata gli sputa in faccia e tenta di liberarsi dalle sue grinfie. Ash malvagio le strappa il vestito e tenta di baciarla, Sheila cerca di opporsi ma lo zombie le afferra la testa e la attira se forzandola al bacio. Urlando di terrore mentre viene baciata la fanciulla viene posseduta dallo spirito di una strega e si schiera con l'esercito di morti
Nonostante molti uomini abbiano abbandonato il castello in preda al terrore, Ash si ravvede decidendo di combattere il suo doppio malvagio che vuole impadronirsi del Necronomicon cercando di conquistare la fortezza con la sua armata. Il giovane, in breve tempo addestra i soldati rimasti alle moderne tecniche di combattimento e invita Lord Arthur a chiedere l'aiuto di Enrico il Rosso. Lo scontro alle porte del castello con l'Armata delle Tenebre è all'ultimo sangue e le perdite sono numerose, ma Ash, Lord Arthur e i loro cavalieri affrontano i morti con coraggio; il nostro eroe, nella battaglia utilizza anche esplosivi che ha realizzato insieme al mago e la sua auto modificata, ora alimentata a vapore. Grazie ad Enrico il Rosso, che giunge sul posto con il suo esercito, Ash riesce a sconfiggere l'Ash malvagio e la sua armata, salvando Sheila che ritorna ad essere normale. Alla fine, si riesce anche a stabilire la pace tra il popolo di Arthur e quello di Enrico, quindi il mago, grazie al Necronomicon, ricava una pozione magica che permetterà ad Ash di tornare nel suo tempo dopo averla bevuta e pronunciato la solita formula Klaatu Verata Nikto. Dopo un addio accorato con Sheila, il giovane uomo torna nel presente.
Il film si chiude in un magazzino S-Mart, dove Ash è impiegato al reparto ferramenta. Mentre racconta la sua storia a un collega che probabilmente non gli crede, una donna viene posseduta dalle forze demoniache, questo perché Ash, durante la fase di ritorno avrebbe di nuovo recitato male le parole magiche. La posseduta attacca con furia omicida i clienti e una bella collega di Ash, ma lui interviene prontamente eliminandola con un fucile Winchester, poi l’eroe bacia la ragazza salvata, ma non prima di averle rivolto la battuta iconica: «Dammi un po' di zucchero baby!».
Nel finale della versione Director's Cut, Ash non deve pronunciare la formula magica dopo avere bevuto la pozione, ma fare attenzione a come berla, il mago gli dice "una goccia per ogni secolo". Distraendosi, ne beve una di più, poi si addormenta profondamente. Al suo risveglio, Ash si accorge di ritrovarsi in un futuro postapocalittico e colto dalla disperazione grida: «No! No! Ho dormito troppo!».

## Produzione
Terzo capitolo della trilogia iniziata con La casa (1981) e proseguita con La casa 2 (1987), L'armata delle tenebre ha permesso a Sam Raimi di completare l'opera di trasformazione dal cupo horror splatter degli esordi, alla comicità slapstick appena accennata del capitolo precedente. La pioggia di sangue che aveva contraddistinto i primi due film, nel terzo è sostituita dalla valorizzazione dell'aspetto umoristico, spesso ai limiti del demenziale, e accentuata soprattutto dalla recitazione a "cartone animato" di Bruce Campbell, praticamente perfetto nelle vesti di eroe sbruffone e cool. La storia continuerà 33 anni dopo in una serie televisiva: Ash vs Evil Dead (2015-2018), che avrà l’umorismo de L'armata delle tenebre con gli effetti splatter dei primi due film.
I piani per realizzare un terzo film della saga di Evil Dead circolavano ormai da alcuni anni, anche prima che Sam Raimi dirigesse Darkman (1990), e siccome La casa 2 era stato un successo sul mercato internazionale, Dino De Laurentiis venne convinto dal giovane regista a finanziarne un sequel. L’idea di ambientare il film nel medioevo era già stata presa in considerazione per il capitolo precedente, che in origine avrebbe dovuto intitolarsi Evil Dead II: Evil Dead and the Army of Darkness, e di cui era già stata scritta una breve sceneggiatura nel 1983, ma per questioni di budget venne accantonata, così Sam Raimi dovette ripartire da zero con lo script di La casa 2, ambientandolo nella baita isolata del primo film, e riducendo il contesto medioevale solo all’ultima scena. Il regista, riprese in mano questa vecchia idea tra l’89 e il 1990 per il terzo film, facendola diventare la colonna portante della trama, e nelle sue intenzioni, con questo progetto c’era anche la volontà di lanciare l’amico d’infanzia Bruce Campbell come star cinematografica, costruendo su misura per lui uno studiomovie dalla trama adatta per valorizzarne il talento comico e le caratteristiche fisiche, con il quale, l’attore, dopo anni di produzioni horror di serie B avrebbe potuto raggiungere per la prima volta nella sua carriera un pubblico mainstream. Il titolo provvisorio del film era The Medieval Dead, poi rititolato Army of Darkness, in parte preso dallo script inutilizzato dei primi anni '80 e suggerito al regista da Irvin Shapiro, l’anziano distributore estero di La casa e produttore esecutivo di La casa 2, scomparso nel 1989.
La sceneggiatura del film è stata scritta da Sam Raimi e da suo fratello maggiore Ivan. Inizialmente, il regista avrebbe voluto richiamare come coautore il suo amico di infanzia Scott Spiegel, con cui aveva scritto La casa 2, ma questi, essendo molto impegnato a realizzare la sceneggiatura di La recluta per Clint Eastwood e la Warner Bros., dovette rifiutare. A questo punto, Ivan Raimi, che già da qualche anno alternava l’attività di medico a quella di sceneggiatore cinematografico insieme al fratello, ha ricevuto l’incarico di lavorare allo script, incentrando gran parte del suo lavoro nel valorizzare gli elementi di comicità che avrebbe dovuto avere la pellicola. I fratelli Raimi cominciarono a scrivere il film durante la pre-produzione e le riprese di Darkman e, terminato questo progetto, lavorarono al copione molto più assiduamente nel corso del 1990. Per il plot, si ispirarono principalmente allo script inutilizzato per La casa 2 che avevano scritto insieme a Sheldon Lettich nella prima metà degli anni '80, anche su insistenza di Bruce Campbell e Robert Tapert, i quali volevano a tutti i costi avere per questo terzo film della saga un’ambientazione completamente diversa rispetto ai primi due. Il regista ha anche attinto ad una grande varietà di fonti letterarie e cinematografiche come: Un americano alla corte di re Artù di Mark Twain, I viaggi di Gulliver di Jonathan Swift, i film comici de I tre marmittoni, quelli della saga di Indiana Jones, il cinema in stop motion di Ray Harryhausen (Il 7º viaggio di Sinbad, Gli Argonauti), e Conan il barbaro.
Il film è stato finanziato dalla Universal Pictures in associazione con Dino De Laurentiis, che all'epoca aveva un contratto di co-produzione con lo studio per alcuni titoli. Robert Tapert ha capitanato la produzione con la Renaissance Pictures, la società fondata una dozzina di anni prima insieme a Raimi e a Campbell e con cui aveva prodotto La casa e La casa 2, mentre Bruce Campbell, oltre ad essere il protagonista, ha lavorato al progetto anche in veste di co-produttore. Durante le riprese, visto il grande uso di effetti speciali in stop motion, entrò in partecipazione al film anche Introvision International, all’epoca una delle aziende californiane più importanti del settore. Alla fine della lunga lavorazione, la Universal distribuì la pellicola sul mercato nordamericano, mentre De Laurentiis si tenne i diritti per quello internazionale.
L'armata delle tenebre ha avuto un budget considerevolmente più alto rispetto ai due film precedenti, stimato circa 13 milioni di dollari statunitensi. Il budget di La casa 2 era di 3.600.000 dollari, mentre quello de La casa era stato addirittura di soli 350.000. Inizialmente, quando L'armata delle tenebre era in fase di pre-produzione, la Universal e Dino De Laurentiis stanziarono a Robert Tapert solo 8.000.000 di dollari, ma resisi conto che la cifra era troppo bassa per un film così ambizioso, e visto il successo che Darkman stava riscontrando nelle sale in quel periodo, aumentarono il budget fino a 11.000.000. Nel corso dei due anni di lavorazione, a causa di un programma di riprese molto lungo, dei troppi effetti speciali e della scena finale da rigirare, la produzione dovette trovare altri 2.000.000 di dollari per portare a termine il film, e la metà di questa cifra fu finanziata dagli stessi Tapert, Campbell e Raimi.
Alcuni disegni promozionali del film, sono stati creati e pubblicati su Variety durante il processo di casting e prima che il budget fosse ritenuto troppo basso per la trama.
Bruce Campbell, oltre a riprendere il ruolo di Ash Williams già impersonato in La casa e in La casa 2, ha anche interpretato il suo “doppio” malvagio Evil Ash, sottoponendosi a sfiancanti sessioni di trucco, e nella scena del mulino ha recitato nelle inquadrature più importanti e in primo piano nei panni dei suoi cloni minuscoli, i cosiddetti mini Ash. L’attore, che ha pure co-prodotto il film, è stato attivo dalle prime fasi della sua realizzazione, interagendo con Sam Raimi e Robert Tapert su scelte e problematiche riguardanti lo script, il casting, e il budget, e affrontando una lunga preparazione fisica per il ruolo. Campbell, ha successivamente dichiarato nelle interviste, che le riprese di L'armata delle tenebre sono state dal punto di vista fisico le più massacranti di tutta la sua carriera essendo presente in tutte le scene rivestendo i due ruoli principali, dando più spessore al personaggio di Ash rispetto ai primi due film, e dovendo affrontare problematiche di ogni tipo legate al caldo, al lungo programma di lavorazione, al trucco e ai grandi sforzi fisici sostenuti nelle sequenze d’azione, ammettendo che riuscì a portarle a termine grazie alla convinzione che si trattasse dell’occasione della sua vita, dato che fino all’anno precedente, ad eccezione dei film di Raimi, aveva recitato soltanto in modeste produzioni horror a basso budget e di scarso successo. Oltre agli sforzi fisici, l’attore dovette sopportare diverse delusioni dal punto di vista emotivo, come il problema economico del budget che continuava ad aumentare durante la lavorazione, rigirare il finale del film perché allo studio non piaceva, aspettare con ansia quasi nove mesi perché venisse distribuito nelle sale, e infine, digerire un risultato al box office inferiore alle aspettative. Ma anche se non divenne una star di primaria importanza, grazie a questo film la carriera di Campbell cambiò in meglio perché la sua considerazione lavorativa ad Hollywood ne uscì rafforzata, tanto che i fratelli Coen, rimasti impressionati dalla sua prova, lo scritturarono nel cast di Mister Hula Hoop quando L'armata delle tenebre non era ancora uscito in USA, subito dopo, all’inizio del 1993 la Fox lo scelse come protagonista assoluto della serie televisiva ad alto budget Le avventure di Brisco County Jr., e l’anno successivo, Frank Marshall gli affidò un ruolo in Congo.
Per il ruolo di Sheila, la bella coprotagonista femminile, sono state provinate diverse attrici. La scelta di Raimi, Campbell e Tapert è caduta sulla giovane interprete di origine sudafricana Embeth Davidtz nonostante il parere contrario di Dino De Laurentiis, che vedeva più adatta alla parte una donna con un portamento meno fine e principesco. Finito il film, l'attrice venne scritturata da Steven Spielberg per un ruolo importante in Schindler's List - La lista di Schindler.
Per gli altri personaggi del cast principale vennero scritturati attori poco conosciuti: Lord Arthur fu interpretato da Marcus Gilbert, attore inglese proveniente dal teatro e dalla pubblicità che al cinema aveva già avuto un ruolo di rilievo in Rambo III; Ian Abercrombie, un altro attore britannico specializzato in televisione e doppiaggio, venne scritturato per la parte del mago, mentre il caratterista TV Richard Grove ebbe il ruolo di Enrico il Rosso. Timothy Patrick Quill, amico d’infanzia di Sam Raimi e Bruce Campbell, che durante gli anni '70 aveva girato con loro diversi cortometraggi ed era anche stato tra gli interpreti principali del primo film diretto da Raimi e mai distribuito, It's Murder!, venne scritturato per la parte del fabbro. La strega posseduta fu interpretata dall’attrice-stuntman Patricia Tallman, che l’anno prima era stata la protagonista femminile di La notte dei morti viventi, remake del celebre film di George A. Romero, diretto da Tom Savini.
Il personaggio di Linda compare in tutti i film della serie (tranne il remake del 2013) ma ogni volta è interpretata da un'attrice diversa. In L'armata delle tenebre la parte andò a Bridget Fonda, che all'epoca era già famosa e anche una fan accanita dei primi due film. Saputo che Raimi, Tapert e Campbell stavano per fare il terzo con uno studio importante, l'attrice fece chiamare gli uffici della Renaissance Pictures dal suo agente, facendogli dire che avrebbe interpretato qualsiasi ruolo nella pellicola. Così le venne data la parte di Linda, poco più di un cameo, anche perché al montaggio il ruolo venne molto ridimensionato, ma Raimi rimase comunque colpito dalla bravura e professionalità della giovane attrice, tanto da richiamarla sei anni dopo per un ruolo da protagonista in Soldi sporchi.
Bill Moseley, attore conosciuto nel cinema horror grazie al ruolo del fratello di Leatherface in Non aprite quella porta - Parte 2 di Tobe Hooper, venuto a sapere del casting del film, scrisse una lettera molto appassionata a Sam Raimi dove chiedeva al regista di fare parte del cast. Raimi decise di accontentarlo, scritturandolo per il ruolo del capitano dell’esercito dei morti al servizio dell’Ash malvagio, una sorta di ibrido tra uno zombie posseduto ed uno scheletro che compariva nelle scene del cimitero e della battaglia al castello. Mosley interpretò il personaggio completamente truccato.
Il supervisore degli effetti visivi William Mesa, ha mostrato a Sam Raimi gli storyboard in suo possesso del film Giovanna d'Arco di Victor Fleming, che raffiguravano enormi scene di battaglia. Raimi, ha scelto 25 inquadrature da questi storyboard del 1948 per replicarle nella lunga scena dell’assedio. Uno storyboard artist, ha lavorato a stretto contatto con il regista per amalgamare le inquadrature prese dal film di Fleming, con quelle ideate ex novo.
In origine Sam Raimi avrebbe voluto girare il film in Europa, ambientando le scene del castello di Lord Arthur in una vera fortezza medioevale, ma per questioni di budget la produzione decise di ricostruire una immaginifica Inghilterra del 1.300 a Los Angeles e dintorni. Una parte delle riprese si sono svolte ad Acton, ai margini del Deserto del Mojave, dove è stato costruito il castello. In questa location, ma anche in altre, cast e troupe hanno sopportato un caldo micidiale durante il giorno e temperature molto rigide di notte.
Il film ebbe diversi problemi nel corso della sua realizzazione: la Universal Pictures e Dino De Laurentiis, nonostante le reticenze, stanziarono inizialmente alla Renaissance Pictures di Tapert e Raimi un budget da 11.000.000 di dollari (quando in fase di scrittura era stato calcolato un costo di soli 8.000.000). Raimi e i suoi partner ottennero comunque la somma richiesta grazie al successo che in quel periodo stava avendo nei cinema americani Darkman, l'ultimo film del regista sempre prodotto dalla Universal, e anche per i grandi guadagni che La casa e La casa 2 avevano realizzato sul mercato internazionale nel decennio precedente (De Laurentiis aveva finanziato e distribuito il secondo). Le riprese si svolsero principalmente nell’area desertica attorno a Los Angeles e negli studi cinematografici della Introvision International tra la primavera e l’estate del 1991, con l’aggiunta di altre scene girate in autunno, totalizzando 130 giorni di lavorazione. Il protrarsi delle riprese, a causa del caldo torrido che ha obbligato la produzione ad ambientare gran parte del film di notte, e l’uso massiccio di effetti speciali, fecero lievitare il costo del film di altri due milioni di dollari, arrivando così ad un budget finale di 13.000.000. La cifra mancante fu in parte finanziata dagli stessi Sam Raimi, Bruce Campbell e Robert Tapert, che sacrificarono circa 1.000.000 di dollari in tre dai rispettivi salari. Il finale nel futuro postatomico venne ritenuto troppo cupo dallo studio, e all’inizio del 1992 ne fu girato uno più ottimista e spettacolare ambientato nel presente, inoltre furono tagliati 15 minuti (8 dalla versione estera), per avere una programmazione più fitta nelle sale cinematografiche e per tentare di cambiare il visto censura della Motion Picture Association of America (limando così le scene più violente), che aveva inizialmente vietato la pellicola ai minori di 17 anni. Nonostante i tagli, l'MPA assegnò al film il secondo visto più severo (vietato ai minori di 17 anni non accompagnati) facendogli perdere una potenziale fetta di spettatori al box office; inoltre, una causa legale tra la Universal e De Laurentiis per i diritti sul franchise di Hannibal Lecter tenne L'armata delle tenebre in naftalina per quasi un anno. Pronto per essere distribuito nell'estate del 1992, il film di Raimi uscì nel febbraio del '93 dopo avere partecipato ad alcuni festival cinematografici nei mesi precedenti.
Il lavoro di animazione in stop-motion per gli scheletri dell’armata, realizzato dal team di Introvision International sotto la supervisione di William Mesa, è stato fortemente voluto da Sam Raimi come omaggio a Ray Harryhausen e al suo cinema. La tecnica di ripresa usata da Introvision venne comunque realizzata in modo differente rispetto al classico stop-motion che ha reso celebre Harryhausen: i tecnici, hanno utilizzato immagini proiettate frontalmente con gli attori dal vivo invece della tradizionale retroproiezione. Mesa, a causa delle ristrettezze economiche dovute al protrarsi delle riprese, ha lavorato a molte delle sequenze in stop motion durante i fine settimana per cercare di velocizzare i tempi.
Oltre alle riprese in stop motion vennero realizzati trucchi ed effetti speciali su larga scala. I noti membri della KNB EFX Group Howard Berger, Robert Kurtzman, e Greg Nicotero lavorarono costantemente alla costruzione dal vero di diversi scheletri dell’armata e al trucco dei posseduti come i mostri o la vecchia strega, mentre Tony Gardner si occupò del trucco speciale che avevano Ash e Sheila in versione malvagia. Come per La casa 2, venne ingaggiato Vern Hyde in veste di supervisore degli effetti speciali meccanici, il lavoro di Hyde consisteva nel muovere una parte degli scheletri costruiti dal vero, da integrare a quelli delle sequenze in stop motion e alle comparse travestite. Per il design e le animazioni del Necronomicon venne invece richiamato Tom Sullivan, che aveva firmato gli effetti speciali del primo film della saga.
Per il riassunto iniziale che funge da prologo, in parte vennero riciclate alcune inquadrature di La casa 2, mentre il grosso delle scene fu girato ex novo, soprattutto quelle ambientate nella baita isolata nei boschi dei primi due film, che venne interamente ricostruita in uno studio pubblicitario di Santa Monica. Anche narrativamente ci furono dei cambiamenti: vennero semplificati i fatti del capitolo precedente, e ad eccezione di Ash e Linda sparirono tutti gli altri personaggi, inoltre, si aggiunsero nuove situazioni inventate di sana pianta, come quella in cui Ash lavora come commesso in un supermarket, particolare mai riportato nei primi due film della saga ma che verrà ripreso in futuro per la serie televisiva.
Alcuni degli scheletri dell’armata sono stati interpretati da comparse in carne e ossa completamente truccate e vestite. Tutte le comparse scritturate erano di corporatura molto esile e in prevalenza donne.
I costumi del film sono stati firmati da Ida Gearon, la seconda moglie di Bruce Campbell. I due si erano conosciuti poco più di un anno prima sul set di un altro film horror, Mindwarp - Futuro virtuale.
Per Bruce Campbell alcune sequenze della battaglia furono molto difficili da girare, perché recitando in diverse inquadrature che successivamente dovevano essere finalizzate in stop motion, l’attore era costretto a fare le sue coreografie di lotta imparando un sistema numerico per muoversi nei tempi giusti, dato che avrebbe dovuto interagire alla perfezione contro avversari che non erano realmente presenti. Queste scene erano così complicate da realizzare, che una volta, per completarne una, ci vollero addirittura 37 riprese.
Alcune scene, come quella in cui l’Ash cattivo cammina lungo il cimitero mentre i suoi servitori-scheletri tornano in vita, mescolavano l'animazione in stop-motion con veri pupazzi meccanici, dotati di protesi ed effetti per poterli muovere realmente.
Per colpa del caldo torrido sviluppatosi in California nell’estate del 91, gran parte delle riprese esterne effettuate nelle già climaticamente difficili aree desertiche attorno a Los Angeles, sono state realizzate di notte incorrendo in problemi legati alle tempistiche dato che in estate il giorno è più lungo mentre la notte è più corta. Inoltre, per illuminare una scena in notturna la troupe impiegava circa un’ora e mezza, e mediamente rimanevano a malapena sei ore di tempo per girarla. Questo ha contribuito ad allungare il periodo delle riprese, spezzandole in più nuclei e protraendole fino ad autunno inoltrato.
I problemi di denaro legati al protrarsi delle riprese, ad un certo punto della lavorazione hanno costretto il direttore della fotografia Bill Pope a girare solo per determinate ore dal lunedì al venerdì perché la produzione non poteva più pagargli il suo compenso standard.
Ted Raimi, fratello minore del regista, che completamente truccato aveva già interpretato una donna posseduta in La casa 2, qui appare brevemente in diversi ruoli: nel finale interpreta il giovane collega di Ash al supermercato, in un'altra scena veste sia i panni del guerriero codardo e, conciato in un modo completamente diverso, anche quelli dell'uomo barbuto che con coraggio si schiera al fianco di Ash per prepararsi alla guerra, poi è un soldato di Lord Arthur nella sequenza della battaglia al castello, infine, come doppiatore ha prestato la voce a un paio di scheletri dell'armata.
Durante una scena di combattimento con le spade realizzata insieme ad uno stuntman, Bruce Campbell si è ferito al volto ed è dovuto andare al pronto soccorso a farsi mettere i punti da un chirurgo plastico, il quale, inizialmente non aveva capito la differenza tra la vera ferita e quelle finte create per il trucco. Da quel momento, all’attore è rimasta sulla parte inferiore della faccia una piccolissima cicatrice leggermente visibile in alcune scene di questo film e in tutti quelli che ha interpretato in seguito.
Charles Napier, il cattivo di The Blues Brothers e Rambo 2 (nonché attore preferito di Russ Meyer e di Jonathan Demme), interpretava il capo reparto di Ash nelle scene ambientate al supermercato, ma il suo ruolo venne tagliato al montaggio.
Sam Raimi è anche coautore del montaggio con lo pseudonimo di R.O.C. Sandstorm, mentre l’altro montatore del film, è il futuro premio Oscar Bob Murawski, che un paio di anni prima aveva già collaborato con il regista montando la versione finale di Darkman, anche se era stato accreditato solo come assistente al montaggio a causa di questioni contrattuali. Murawski, da sempre grande ammiratore della saga, per L'armata delle tenebre, ha lavorato anche durante le riprese in qualità di assistente di produzione.
Il finale ottimista imposto dalla Universal Pictures e ambientato nel supermercato dove lavora Ash, è stato girato all’inizio del 1992 in un negozio di legname a Malibù. In questa nuova scena, per il ruolo della bella collega di Ash, venne scritturata l’attrice canadese Angela Featherstone, ma il suo nome, non è mai apparso nei titoli del film.
Esistono quattro versioni del film: la Theatrical version, dalla durata di 81 minuti con il finale ambientato nel presente all’interno del supermercato, che è stata distribuita nelle sale cinematografiche di Stati Uniti e Canada dalla Universal Pictures a partire dal febbraio del 1993; l'International version di 8 minuti più lunga (sono leggermente più estese le scene sentimentali tra Ash e Sheila, e la sequenza della battaglia), c’è qualche piccola differenza su alcune inquadrature e brevi scorci di dialoghi ma il finale è sempre quello ambientato nel supermercato, delle quattro versioni esistenti è stata la più vista e commercializzata dato che è uscita in quasi tutti i paesi del mondo (tra cui l’Italia), e probabilmente è anche ritenuta la migliore; la Director’s cut è la più lunga (96 minuti), la prima ad essere stata montata e anche la più vicina alla visione originaria del suo autore, tutto è più dilatato comprese le varie scene d’azione come la lunga sequenza del mulino e soprattutto quella della battaglia che hanno un ritmo molto diverso rispetto alle altre versioni, ma la differenza più grossa sta nel finale dove Ash si ritrova in un futuro postatomico dopo aver dormito per secoli, vista inizialmente ai festival cinematografici e in un paio di paesi asiatici alla fine del 1992 poi scartata dalla Universal per la grande distribuzione, nel tempo, questo cut originale ha goduto di nuova vita grazie al mercato home video; infine, esiste anche la versione US Television Cut, lunga 90 minuti, preparata e mandata in onda dalla seconda metà degli anni 90' su diverse reti cable statunitensi come Sci-Fi Channel, possiede molte delle sequenze tagliate dal Director’s cut ma con l’epurazione di parolacce e passaggi violenti non adatti al pubblico del piccolo schermo, e aggiunge qualche scena alternativa mai vista nelle versioni precedenti (come il duello iniziale tra Ash e Lord Arthur), mentre il finale resta quello del supermercato visto nelle sale cinematografiche.

## Colonna sonora
Quasi tutta la colonna sonora del film fu realizzata da Joseph LoDuca, già musicista di La casa e La casa 2, mentre il tema March of the dead venne composto da Danny Elfman, che due anni prima aveva lavorato per Sam Raimi firmando le musiche di Darkman. La soundtrack completa, fu registrata con l’Orchestra Sinfonica di Seattle diretta dallo stesso Lo Duca, e venne editata su CD nel 1993 dalla casa discografica Varèse Sarabande insieme a Universal Music Group.
1. Prologue - 2:57
2. Building The Deathcoaster - 1:57
3. Give Me Some Sugar / Bone'anza - 2:00
4. Time Traveller - 2:42
5. Ash Splits - 2:20
6. Little Ashes - 2:44
7. Ash In Chains - 3:04
8. Night Court - 1:41
9. The Forest Of The Dead / Graveyard - 2:52
10. The Pit - 2:06
11. God Save Us - 1:32
12. Foul Thing - 1:10
13. March Of The Dead (composta da Danny Elfman) - 3:55
14. Whites Of Their Skulls - 1:37
15. The Deathcoaster - 2:03
16. On The Parapet - 2:45
17. Ash Bucklers - 2:33
18. Skeletor - 1:56
19. Soul Swallower - 0:48
20. Manly Men - 1:53
21. End Titles - 5:26

## Distribuzione
L’armata delle tenebre venne proiettato per la prima volta in Spagna, il 9 ottobre del 1992 al Sitges Film Festival, nella versione Director’s cut di 96 minuti con il finale originale ambientato nel futuro post-atomico. Nei quattro mesi successivi, sempre in questa versione, il film uscì nei cinema di Corea del Sud, Taiwan e Hong Kong, inoltre partecipò al London Film Festival, al Festival internazionale del film fantastico di Avoriaz, e al Fantasporto dove vinse il premio della critica. Già pronta per essere vista in Nordamerica dall'estate del 92, la pellicola venne finalmente distribuita nelle sale cinematografiche di Stati Uniti e Canada il 19 febbraio 1993 dalla Universal Pictures, nella versione Theatrical di 81 minuti con il finale ambientato nel supermercato, arrivando a incassare 11.502.976 dollari con una programmazione massima in 1.391 schermi. L’uscita cinematografica successiva fu quella italiana, dove il film di Raimi, distribuito dalla Filmauro l’11 marzo 1993, incassò più di 1.600.000.000 di lire; lo stesso mese fu proiettato in Turchia e vinse come miglior film il Festival internazionale del cinema fantastico di Bruxelles, mentre da aprile in poi uscì praticamente in tutto il mondo nella versione International già vista in Italia e nei cinema Turchi. Questa versione, dalla durata di 88 minuti, è una sorta di ibrido tra la Director’s cut voluta dal regista e la Theatrical version uscita in USA ma con il finale della seconda, a livello mondiale è stata la più vista nelle sale cinematografiche e gli ultimi paesi che la distribuirono su grande schermo nel gennaio del 1994 furono Francia e Belgio. Dal punto di vista commerciale, nonostante il lancio e la distribuzione siano stati molto più consistenti rispetto ai primi due film, fu il titolo meno fortunato della saga al box office, se rapportato ai costi di produzione: l’incasso sul mercato internazionale fu circa 10.000.000 di dollari, che unito a quello non proprio esaltante delle sale nordamericane totalizzò una cifra intorno ai 21.500.000 di dollari a fronte di un budget da recuperare di 13.000.000, permettendo così alla produzione di ritornare soltanto in pari.
Negli anni successivi comunque, anche grazie alle varie versioni, fu uno dei titoli nella library della Universal ad avere avuto più proiezioni pubbliche a pagamento in USA nei circuiti di seconda visione per retrospettive, eventi e festival cinematografici, aumentando nel tempo il box office del film da 11.500.000 a 13.000.000 e arrivando così a un incasso mondiale di circa 23.000.000 di dollari. Per il mercato home video, L’armata delle tenebre si rivelò invece un enorme successo in tutto il mondo: i guadagni del film in questo formato furono già molto consistenti durante le sue prime uscite in VHS e Laserdisc tra il '93 e il '95, per poi riesplodere tra la fine degli anni '90 e la prima metà dei 2000 grazie al mercato DVD, che a cominciare dall’area statunitense esibiva il film anche nelle varie versioni. Sono tantissime le edizioni uscite in quel periodo, e in alcuni paesi come Inghilterra, Germania e Francia il film venne ri-editato insieme a La casa e La casa 2 in cofanetti speciali ricchi di contenuti extra, e anche in raccolte dedicate a Bruce Campbell con altri titoli interpretati dall’attore. La pellicola, che dal 94 in poi ha avuto una forte programmazione nelle reti televisive a livello mondiale, ha goduto di una terza giovinezza tra la metà degli anni 2010 e l’inizio dei '20, sia in formato Blu Ray disc che sui canali Starz, dove nel 2015 veniva messa in onda in continuazione insieme agli altri due film della trilogia per il lancio di Ash vs Evil Dead, la serie televisiva interpretata da Campbell che fa da seguito alle avventure di Ash Williams. In Italia, il film è uscito in Blu Ray nel 2018 in un'edizione speciale molto ricca, facendo scoprire per la prima volta agli appassionati di questo paese anche le versioni Director’s cut e Theatrical. Nell’estate del 2020, con il ridimensionamento dell’emergenza pandemica negli Stati Uniti, Bruce Campbell ha ri-distribuito personalmente il film, insieme ai primi due capitoli, per il circuito dei Drive-In con una serie di presentazioni dal vivo, mentre l’anno successivo, L'armata delle tenebre è anche ri-uscito al cinema in Australia e in Nuova Zelanda.

## Sequel TV e opere derivate
A causa del tiepido risultato che L'armata delle tenebre ebbe nelle sale, e dei successivi impegni di Sam Raimi con grandi studi cinematografici in produzioni sempre più importanti come la trilogia di Spider-Man, la saga subì un arresto produttivo lungo più di 20 anni, anche se in questo periodo tutti e tre i film godettero di una seconda giovinezza grazie al mercato DVD, alla riscoperta critica, e allo sviluppo di un solido merchandising. Il ritrovato successo di nicchia, spinse Sam Raimi, Robert Tapert e Bruce Campbell a riprendere in mano il franchise, e già a metà degli anni 2000 ci furono alcuni tiepidi tentativi come il progetto poi naufragato di Freddy vs. Jason vs. Ash, seguito del campione di incassi diretto da Ronny Yu nel 2003, Freddy vs. Jason, in cui l’eroe di La casa avrebbe dovuto combattere contro i due supercattivi dei franchise Nightmare e Venerdì 13. Le cose cominciarono a concretizzarsi di più nel 2009, quando nel mese di marzo, Raimi annunciò di aver iniziato insieme al fratello Ivan, ad abbozzare la sceneggiatura del quarto film della serie, in cui Campbell sarebbe dovuto ritornare nei panni di Ash Williams. Il progetto venne però accantonato l’anno successivo, e abbandonata l'idea del sequel, i tre produttori decisero di puntare al remake del film originale, affidandone la regia al talentuoso Fede Alvarez e scritturando nuovi interpreti. La casa (Evil Dead), dalla trama molto fedele al prototipo ad eccezione di una protagonista femminile al posto di Ash, uscì nel 2013 distribuito dalla Sony Pictures rivelandosi il più grande successo del franchise con un incasso mondiale di quasi 100.000.000 di dollari a fronte di un budget da 17.000.000.
Motivati da questo grande successo commerciale, Raimi, Campbell e Tapert in meno di due anni decisero di investire nuovamente sulla saga, ma questa volta per accontentare gli ammiratori della trilogia originale e il fandom di Bruce Campbell, scelsero di riprendere in mano la storia principale interrotta nel 1992 con il personaggio di Ash Williams come protagonista. Da base di partenza furono utilizzate alcune idee che i fratelli Raimi avevano scritto qualche anno prima per il sequel cinematografico poi abbandonato, inoltre, la decisione più importante fu di adattare questo seguito ufficiale sotto forma di serie televisiva in modo da espandere il franchise attraverso un formato che proprio in quegli anni stava vivendo il suo momento migliore, sfruttando anche la popolarità che Bruce Campbell aveva raggiunto sul piccolo schermo come co-protagonista di Burn Notice - Duro a morire (2007-13). Annunciata nell’autunno del 2014, l’anno successivo prese vita la produzione che diede all'attore il più grande successo personale della sua carriera: la serie Ash vs Evil Dead, creata dagli stessi Sam e Ivan Raimi insieme a Tom Spezialy, prodotta nell’arco di tre stagioni dalla rete Starz con Robert Tapert, lo stesso Campbell, e i fratelli Raimi in veste di produttori esecutivi, e per questioni di budget girata in Nuova Zelanda ma ambientata negli Stati Uniti come il remake del 2013.
La trama, raccontava di come Ash, ormai un invecchiato e disilluso commesso di supermercato ridottosi a vivere in una roulotte, risvegliasse di nuovo incautamente le forze del male con il libro che lo aveva già inguaiato 30 anni prima, tornando a essere, suo malgrado, l'eroe cacciatore di demoni che era un tempo. Il registro narrativo era quello grottesco e semi-comico de La casa 2 e L'armata delle tenebre, con Campbell al suo meglio nel tornare a interpretare Ash dopo 23 anni, regalando al pubblico risate e divertimento a non finire nonostante le scene gore raccapriccianti, ma proprio grazie a questa miscela di elementi la serie divenne subito un cult, tanto che la produzione della seconda stagione fu annunciata addirittura tre giorni prima della messa in onda del pilota diretto da Sam Raimi. Nel cast, vennero scritturati come co-protagonisti i giovani Dana DeLorenzo e Ray Santiago, nel ruolo dei protégé di Ash, Kelly e Pablo, la veterana Lucy Lawless (Xena - Principessa guerriera) ebbe la parte di Ruby, una strega immortale alleata o in lotta con il protagonista a seconda delle stagioni, inoltre ci furono altre felici scelte di casting: Jill Marie Jones, Mimi Rogers, Samara Weaving, Michelle Hurd, Lee Majors (nel ruolo del padre di Ash), Arielle Carver-O’Neill (che interpreta la figlia “segreta” nella terza stagione), e alcuni degli attori già apparsi nella trilogia originale come Ted Raimi ed Ellen Sandweiss, che tornarono per interpretare i loro vecchi ruoli ma anche nuovi personaggi. Il pilot diretto da Raimi venne montato dal premio Oscar Bob Murawski, che anni prima, era stato il montatore di L'armata delle tenebre insieme al regista, e a lavorare alla colonna sonora dell'intera serie fu richiamato Joseph Lo Duca, il musicista dei tre film originali.
Tra la seconda e la terza stagione venne prodotta anche una miniserie extra mandata in onda a scopi promozionali e composta da cortometraggi comici autoconclusivi, con Bruce Campbell e gli altri membri del cast coinvolti in situazioni demenziali, come quando Ash si candida da presidente degli Stati Uniti. Nonostante si trattasse del vero sequel della trilogia di Sam Raimi, a differenza dei primi due film le immagini e i gli eventi di L'armata delle tenebre non furono esplicitamente menzionati o fatti vedere nel corso della prima stagione per questioni di diritti, ma dalla seconda in poi, gli autori ebbero il permesso di citarli brevemente nei dialoghi e di inserire l’elemento dei viaggi spazio-temporali che era già stato alla base del film. La serie, è stata trasmessa dal 31 ottobre 2015, e venne conclusa nella primavera del 2018 al termine della terza stagione, dopo 30 episodi e una dozzina di cortometraggi-trailer addizionali, a causa di diverse problematiche: un calo di ascolti delle ultime puntate, pochi abbonamenti degli spettatori al network, l’acquisizione di quest’ultimo da parte della Lionsgate con un cambio dirigenziale al suo vertice, la piaga della pirateria (dopo The Walking Dead fu la serie televisiva più scaricata illegalmente tra il 2015 e il 18), ma anche per volontà dello stesso Campbell di non continuare perché ormai sessantenne e non più in grado di reggere fisicamente un programma di riprese così lungo e serrato con troppe scene d’azione, che nel tempo lo avrebbero portato a rischiare vari infortuni. La sera prima della messa in onda del finale, l'attore-produttore ha ringraziato pubblicamente su Twitter i suoi fan, Raimi, Tapert e il canale Starz per l'esperienza più bella della sua vita professionale, annunciando l'addio definitivo al personaggio.
Dai primi anni 90', si è sviluppato un merchandising sulla saga di Sam Raimi composto principalmente da fumetti e videogiochi, ma anche da modellini, gadget, capi di abbigliamento e giochi di ruolo. La narrazione dei video games e dei comics, è stata incentrata sul personaggio di Ash Williams (sempre rappresentato con le fattezze di Bruce Campbell), riproponendo ed estendendo le gesta dell’eroe viste nei tre film, e in questi ultimi anni nella serie televisiva, ma creando anche seguiti, prologhi, segmenti o finali alternativi mai apparsi sullo schermo, e anche crossover con altre saghe importanti, costruendo in questo modo una sorta di universo espanso di Evil Dead e contribuendo a rendere il suo protagonista un’icona cult. Della trilogia, L’armata delle tenebre è stato il film che ha avuto lo sfruttamento più alto a livello di merchandising, tanto che il primo fumetto tratto dal franchise, scritto nel 1992 da John Bolton e intitolato Army of Darkness, è stato proprio l’adattamento cartaceo del film composto da tre numeri e pubblicato dalla Dark Horse Comics prima che la pellicola venisse distribuita nelle sale statunitensi per contribuire al suo lancio.
Successivamente, i diritti letterari della saga sono stati ceduti a svariate case editrici, dato che ogni film venne prodotto da società cinematografiche diverse, e quelli di L’armata delle tenebre furono affidati a Dynamite Entertainment, che tra gli anni 2000 e i 20' ha pubblicato almeno una quindicina di serie o miniserie a fumetti con il brand Army of Darkness, tra cui: Army of Darkness: Ashes to Ashes (la serie più longeva e di successo), Army of Darkness: Shop till You Drop Dead, Army of Darkness: Old School, Darkman vs. Army of Darkness (dove Ash è in lotta con l’altro famoso personaggio creato da Sam Raimi), Army of Darkness/Xena: Warrior Princess: Why Not (qui al fianco della popolare eroina TV sempre ideata da Raimi), Army of Darkness: Ash saves Obama (dove l’eroe difende nientemeno che il presidente USA Barack Obama), Army of Darkness/Bubba ho-Tep (che vede alleati nella lotta contro il male i due personaggi più popolari interpretati nel cinema da Bruce Campbell, Ash Williams e l’Elvis Presley del film Bubba Ho-Tep), fino al recentissimo Army of Darkness: Forever.
Nel 2007, la Dynamite Entertainment ha concesso il personaggio di Ash Williams e le ambientazioni di L'armata delle tenebre sia alla Marvel Comics che alla DC Comics per due crossover importanti: nel primo, Ash è insieme ai supereroi della nota saga Marvel Zombies, dando vita ad una miniserie composta da cinque numeri e intitolata Marvel Zombies vs. The Army of Darkness, mentre nel secondo, Freddy vs. Jason vs. Ash, l’eroe è in lotta con Freddy Kruger di Nightmare e con Jason Voorhees di Venerdì 13. Composto da sei numeri, questo crossover cartaceo in origine avrebbe dovuto essere il sequel cinematografico mai realizzato del film Freddy vs. Jason, che era stato proposto a Bruce Campbell nel 2004, e il successo fu tale, che l’anno successivo venne pubblicata un’altra miniserie di sei numeri intitolata Freddy vs. Jason vs. Ash: The Nightmare Warriors.
Nel campo dei video games, sono stati tratti dal franchise una dozzina di titoli, in molti dei quali lo stesso Campbell ha lavorato come doppiatore prestando la voce ad Ash, e tra questi, ve ne sono due narrativamente più collegati a L’armata delle tenebre rispetto agli altri: Army of Darness: Defense (2011), tie-in del film per iOS e Android, e il recente Evil Dead: The Game (2022), prodotto dagli stessi Bruce Campbell e Sam Raimi, e sviluppato per le console Playstation, Sega Dreamcast e XBox. Il gioco, ripercorre cronologicamente gli eventi più importanti dei tre film e della serie televisiva, con il personaggio di Ash giocabile nelle diverse fasce di età che Campbell aveva nelle varie pellicole, e per quanto riguarda L'armata delle tenebre sono scaricabili o giocabili altri personaggi del film come Evil Ash, Lord Arthur, Enrico il Rosso, il fabbro del castello e il capitano Deadite. Nel 1993, per il lancio del film nelle sale, vennero messi in commercio con il titolo Army of Darkness, un gioco da tavolo realizzato dalla Leading Edge Games e un gioco di ruolo piuttosto basico, mentre nel 2005, la Eden Studios ha pubblicato Army of Darkness Roleplaying Game, creato dal mago dei giochi di ruolo Shane Lacy Hensley e basato sul sistema di giocabilità Unisystem.
Per l’aprile 2023 è stata annunciata l’uscita nelle sale del quinto film, nonché settima produzione del franchise, La casa - Il risveglio del male. Scritto e diretto da Lee Cronin, girato in Nuova Zelanda ma ambientato negli Stati Uniti come il remake del 2013 e la serie televisiva, il film, è un reboot della saga non in continuità con i capitoli precedenti, senza la presenza di Ash Williams e con due giovani donne come protagoniste. 
La pellicola, prodotta da Robert Tapert per New Line Cinema e Warner Bros., in origine era stata concepita per uscire direttamente in streaming su HBO Max, e racconta di due sorelle che dovranno affrontare il male scatenato dal libro dei morti, all’interno di un grattacielo fatiscente al posto della baita isolata nei boschi degli episodi precedenti. Sam Raimi e Bruce Campbell hanno lavorato al film come produttori esecutivi.

## Riconoscimenti
- 1993: Fantasporto Premio della critica
- 1993: Festival internazionale del cinema fantastico di Bruxelles Corvo d'Oro al miglior film
- 1994: Vincitore del Saturn Award come miglior film horror
- 1994: Fangoria Chainsaw Awards miglior colonna sonora[4]

## Curiosità
- Primo e unico film prodotto da un grande studio con Bruce Campbell come protagonista assoluto.
- Nella pellicola, compaiono brevemente alcuni registi di film horror amici di Sam Raimi: Bernard Rose (Candyman - Terrore dietro lo specchio), William Lustig (Maniac, Poliziotto sadico, Maniac Cop - Il poliziotto maniaco) e Josh Becker (La guerra di Stryker).
- Il titolo originale del film di Sam Raimi era The Medieval Dead, e successivamente il regista pensò anche a Evil Dead 3: Army of darkness, preso in parte dalla sceneggiatura inutilizzata di La casa 2 e suggeritogli da Irvin Shapiro. Shapiro, che aveva già inventato il titolo del primo film per poterlo distribuire e successivamente aveva lavorato al secondo come produttore esecutivo, era già molto anziano e morì due anni prima dell’inizio delle riprese, Raimi gli dedicò il film, e in seguito anche i capitoli successivi del franchise. La Universal Pictures, nonostante il successo che i primi due episodi avevano avuto sul mercato estero, decise di eliminare dal titolo del nuovo film i collegamenti nominali con la serie Evil Dead, perché a livello pubblicitario sarebbe stato lanciato come un fantasy per ragazzi destinato ad un pubblico di massa e non come un vero horror, quindi venne ribattezzato solo Army of Darkness, sfavorendo gli incassi cinematografici perché si creò confusione e disinformazione tra la nicchia di spettatori legati a The Evil Dead (La casa), a Evil Dead 2 (La casa 2), e anche al genere di riferimento. In gran parte dei paesi esteri, la pellicola uscì nelle sale con la semplice traduzione del titolo compresa l’Italia, e comunque, in questo territorio L'armata delle tenebre non avrebbe potuto più sfruttare il brand di La casa con cui in origine era stato nominato il franchise Evil Dead, perché qualche anno prima erano stati distribuiti degli horror a basso costo (molti di produzione italiana) che solo in questo paese venivano spacciati furbescamente come sequel, remake o spin off dei due film di Raimi, con titoli come: La casa 3 - Ghosthouse, La casa 4 - Witchcraft, La casa 7, Sola... in quella casa e La casa 5. Soltanto nel 2003, per la prima edizione italiana in DVD della Millenium Storm, L'armata delle tenebre ebbe il sottotitolo La casa 3. In alcuni paesi anglofoni, per incentivare il lancio del protagonista, il film venne editato per il mercato home video come Bruce Campbell vs Army of Darkness (titolo già preso in considerazione da Raimi durante le riprese), che comunque, era anche il credito che l’attore aveva nei titoli di testa. In Inghilterra, per l’uscita cinematografica fu battezzato come Army of Darkness: The Medieval Dead, e successivamente per alcune edizioni in DVD venne rinominato Evil Dead 3: Army of Darkness e anche Army of darkness (Evil Dead 3). In Giappone, il film uscì nei cinema con il curioso titolo di Captain Supermarket.
- Il co-sceneggiatore Ivan Raimi, fratello maggiore del regista e di professione medico, appare brevemente in una scena nei panni di un soldato. Sul set, ha conosciuto la sua futura moglie che lavorava al film come comparsa.
- Bruce Campbell è stato pagato 500.000 dollari come protagonista e co-produttore del film. In origine, avrebbe dovuto percepire un compenso più alto, ma l’attore rinunciò alla cifra in eccedenza per aumentare il budget della pellicola.
- Il finale della versione director's cut è totalmente diverso da quello visto nelle sale: Ash per tornare nel presente deve bere una pozione magica che lo addormenterà per sei secoli, ma distraendosi, ne beve una quantità errata per poi risvegliarsi in un futuro postatomico.[5][6]
- La pellicola è piena zeppa di citazioni cinematografiche e riferimenti letterari: gli scheletri dell’armata e la tecnica usata per animarli vengono direttamente da Gli argonauti come omaggio al suo creatore Ray Harryhausen. Le parole magiche Klaatu Verata Nikto sono una citazione del film Ultimatum alla terra, il plot ricorda la trama del romanzo fantastico di Mark Twain, Un americano alla corte di re Artù, i piccoli cloni di Ash vengono presi da I viaggi di Gulliver, mentre la mimica e le gag impersonate da Bruce Campbell sono un misto tra la comicità de I tre marmittoni e i cartoni animati di Tex Avery. Le coreografie dei combattimenti richiamano un certo cinema di Hong Kong, le armi di Ash ricordano quelle utilizzate dal protagonista della serie di film Mad Max, e il taglio divertente e avventuroso è molto simile a quello alla saga di Indiana Jones. Sam Raimi ha dichiarato nelle interviste che le inquadrature della battaglia sono ispirate agli storyboard originali usati da Victor Fleming per Giovanna d'Arco, mentre Bruce Campbell ha più volte detto che il suo film di riferimento durante le riprese è stato I vichinghi di Richard Fleischer.
- Charles e Don Campbell, rispettivamente padre e fratello del protagonista, appaiono brevemente nel film. Il primo è un vecchio cavaliere che viene ferito a morte durante la battaglia, il secondo è visibile tra i Mini Ash e anche tra le comparse al castello.
- La macchina di Ash, una Oldsmobile Delta 88 del 1973, è in realtà, quella di Sam Raimi, ed è presente in tutti i film del regista (ad esempio, in Spider-Man è l'auto dello zio di Peter Parker).
- L'ex pornostar Tracy Lords, fece il provino per il ruolo di Sheila ma non venne presa. Pochi anni dopo interpretò la moglie di Bruce Campbell in alcuni episodi della serie televisiva Hercules, prodotta da Sam Raimi e Robert Tapert.
- I diritti del film per il mercato estero e il merchandising, in origine di proprietà del produttore italiano Dino De Laurentiis, furono in seguito acquisiti dalla Orion Pictures, che poco tempo dopo venne inglobata per bancarotta dalla MGM, ad oggi, la società proprietaria del film per questi due mercati, mentre tutti i diritti di distribuzione sul cosiddetto territorio domestic (Stati Uniti e Canada), sono sempre stati di proprietà della Universal Pictures.
- Nel 2008, la prestigiosa rivista Empire, grazie all'interpretazione di Bruce Campbell in questo film e nei due precedenti, ha posizionato Ash Williams al 24º posto nella lista dei più grandi personaggi della storia del cinema, e nel 2013 lo ha nominato il più grande personaggio horror di sempre.